# 鄧以海
鄧以海，SBS，CDSM，CMSM，JP（1964年10月21日—），香港政府官員，前任香港海關關長。

## 簡歷
鄧以海於1985年2月加入香港政府人民入境事務處擔任入境事務助理員，1987年轉為擔任香港海關見習海關督察。在1997年，時任高級督察的鄧因搗破一個販毒集團，搜獲三百公斤草本大麻而獲頒關長獎狀。 2006至2007年期間曾借調保安局。 2017年6月21日，鄧以海獲任命為海關關長，為1999年以來首位由海關副關長晉升，而不是由政務主任擔任的海關關長。 2021年7月，鄧以海獲頒授銀紫荊星章。 10月21日，因屆齡退休，經行政長官林鄭月娥建議，國務院免去鄧以海的海關關長職務。
退休後，鄧以海在2023年7月獲委任為阜博集團非執行董事兼董事會副主席。

## 爭議
2021年3月，鄧以海與入境處處長區嘉宏、保安局副局長區志光接受恆大集團款待，出席於灣仔灣景中心的私人會所的九人飯局，違反防疫限聚令。

### 輕視疫情出席聚會被送到竹篙灣檢疫中心隔離
2022年1月3日，因為冠狀病毒肺炎的新一波疫情在香港急速升溫，衛生署要求市民立即停止及取消所有人群聚集的宴會及社交活動，但香港特區政府多名主要官員及議員卻於同一天集體出席中國全國人大香港代表洪為民一個不跟足政府防疫指引（賓客進食以外時間除口罩、除口罩離檯交際唱歌和多人涉嫌沒掃安心出行入餐廳等等）的大型生日派對，超過170人在灣仔灣景中心的一家西班牙餐廳聚集，其後有人確診染疫，而被送到竹篙灣檢疫中心隔離21天，後因有涉事者為假陽性而被提早釋放鄧以海。

## 榮譽

### 殊勳
- 銀紫荊星章（S.B.S.）（2021年7月1日）
- 非官守太平紳士（2022年10月8日－）[10]

### 紀律部隊嘉獎
- 香港海關助理關長嘉許狀（7次）[11]
- 香港海關關長嘉許狀（1997年）
- 香港海關長期服務獎章（2005年）
  - 第一加敘勳扣（2012年）
  - 第二加敘勳扣（2017年）
- 香港海關榮譽獎章（C.M.S.M.）（2014年7月1日，時任總監督）[12]
- 香港海關卓越獎章（C.D.S.M.）（2019年7月1日，時任關長）[13]